# ژرمی مزون
ژرمی مزون (فرانسوی: Jérémy Maison‎؛ زادهٔ ۲۱ ژوئیهٔ ۱۹۹۳) دوچرخه‌سوار اهل فرانسه است.
از باشگاه‌هایی که در آن رکاب زده‌است می‌توان به تیم دوچرخه‌سواری اف‌دی‌جی و تیم دوچرخه‌سواری فورتونئو–اسکارو اشاره کرد.